# Via Carolina – Goldene Straße
Der Verein Via Carolina – Goldene Straße versteht sich als Dreh- und Angelpunkt grenzüberschreitender Aktivitäten im nördlichen bayerisch-böhmischen Grenzgebiet. Das in der Oberpfälzer Grenzstadt Bärnau beheimatete Zentrum gliedert sich in den „Via Carolina – Goldene Straße e. V.“ und der 2021 gegründeten „Via Carolina Naturdorf GmbH“. Auf der Grundlage der Goldenen Straße, die von Nürnberg nach Prag führte, soll die grenzüberschreitende kulturelle, touristische und akademische Zusammenarbeit gefördert sowie partnerschaftliche Kontakte geknüpft und gepflegt werden. Das Ziel ist es, die geschichtlichen und kulturellen Wurzeln der Grenzregion zu beleben und dadurch zu einer guten Nachbarschaft sowie zur Völkerverständigung beizutragen. Das komplette Team (Leitung, Büro, Handwerk, Gastronomie) ist paritätisch deutsch-tschechisch besetzt.

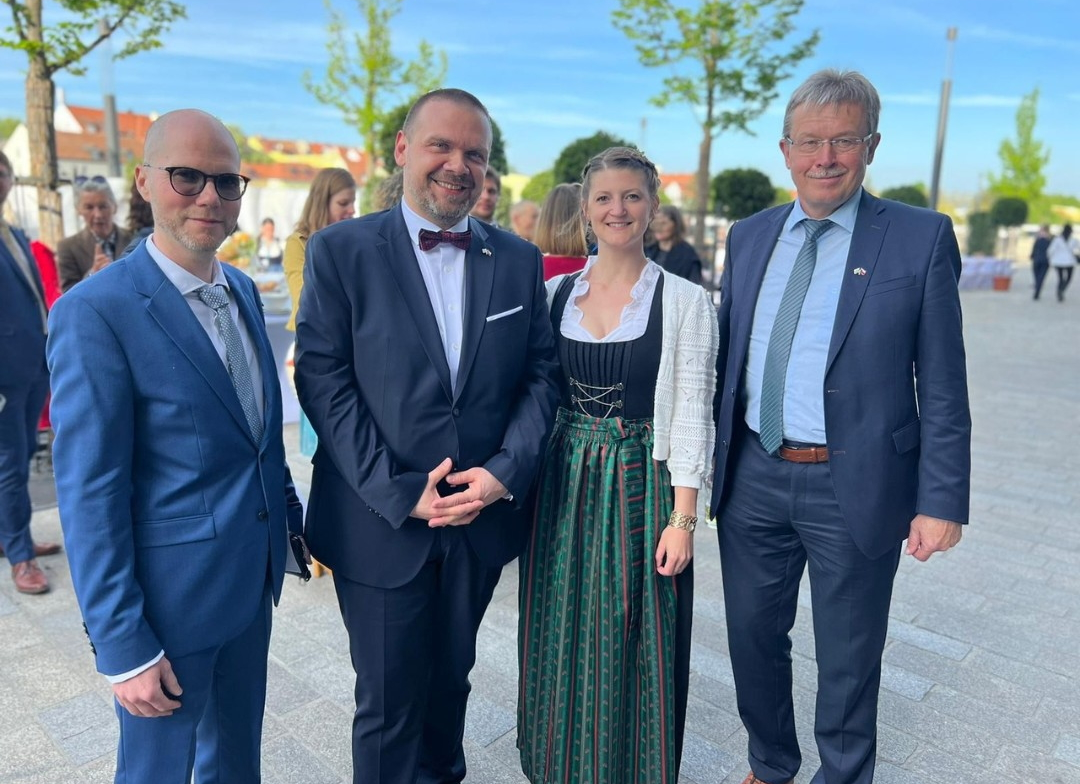
V. l.: Václav Vrbík (tschechischer Geschäftsführer), Martin Baxa (Kulturminister der Tschechischen Republik), Ilona Hunsperger (deutsche Geschäftsführerin), Alfred Wolf (Erster Vorsitzender des Vereins) am 9. Mai 2023

## Geschichtspark Bärnau-Tachov
Der Geschichtspark Bärnau-Tachov wurde 2010/2011 errichtet und ist das größte archäologische Freilichtmuseum im deutschsprachigen Raum.

## Deutsch-tschechische Museumspädagogik
Neben interaktiver Führungen durch die mittelalterlichen Bauten des Geschichtsparks werden auch Mitmachaktionen (z. B. Bogenschießen/Speerwerfen, Feuer selber machen) für Schulklassen oder private Gruppen angeboten. Darüber hinaus werden Kindergeburtstage veranstaltet. Der Geschichtspark ist ein anerkannter außerschulischer Lernort und verfügt über ehrenamtliche Museumsführer sowie einer angestellten Pädagogin. Es werden zudem deutsch-tschechische Sprachanimationen durchgeführt und grenzüberschreitende Begegnungstreffen (z. B. von Partnerschulen) organisiert.

## Schaubaustelle Königshof

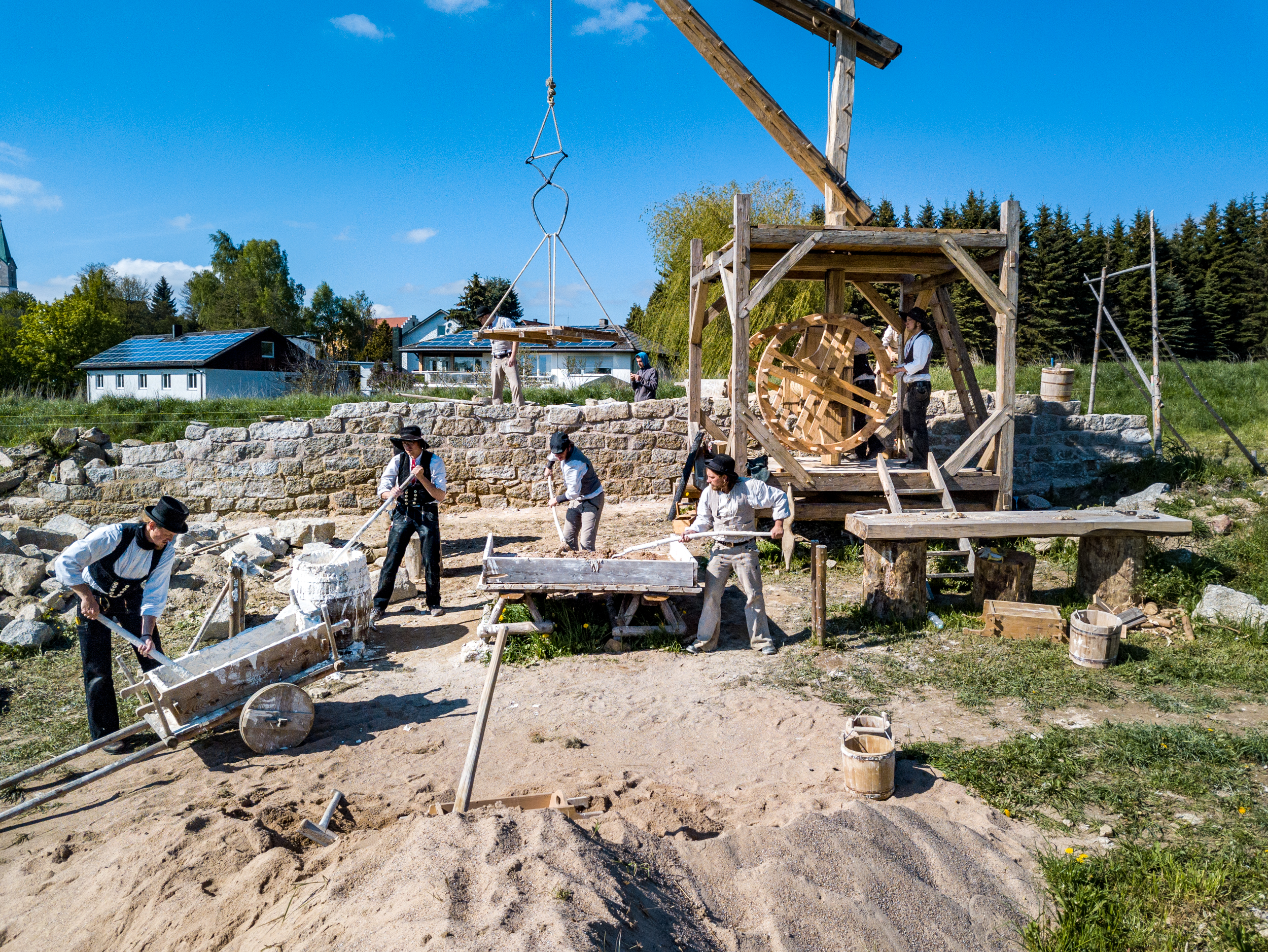
Die Schaubaustelle des spätmittelalterlichen Königshofes (Mai 2019)

Die Baustelle vom Königshof von Karl IV. stellt die zweitgrößten Mittelalterbaustelle Europas dar. Seit 2017 baut ein deutsch-tschechisches Handwerkerteam mit mittelalterlichen Techniken aus dem 14. Jahrhundert und regionalen Materialien an der Reisestation. Auf 1.500 m² soll diese ein Palas, zwei Fachwerkhäuser, ein Torhaus, eine Kapelle und eine Wehrmauer umfassen.

## Bauhütte Bärnau
Die Bauhütte Bärnau bildet seit 2021 das Kompetenzzentrum für historisches Handwerk und historische Baustoffkunde. In Handwerkskursen zu den verschiedenen Gewerken werden sowohl Laien, als auch Fachpersonal die Chance angeboten, ihr Wissen um historische Handwerkstechniken zu erweitern. In diesem Rahmen werden auch Firmenfortbildungen, Workshops und Teamevents angeboten.

## ArchaeoCentrum bayern-böhmen
Das 2017 gebaute ArchaeoCentrum ist eine binationale, akademische Einrichtung zur Lehre, Erforschung und Präsentation des historisch gewachsenen, gemeinsamen Kulturraums beiderseits der deutsch-tschechischen Grenze. Kooperationspartner sind die Universität Bamberg, die Westböhmische Universität in Pilsen, die Karls-Universität Prag, das Westböhmische Museum Pilsen, sowie das Museum des Böhmischen Waldes in Tachov.

## Umweltareal Grünes Band

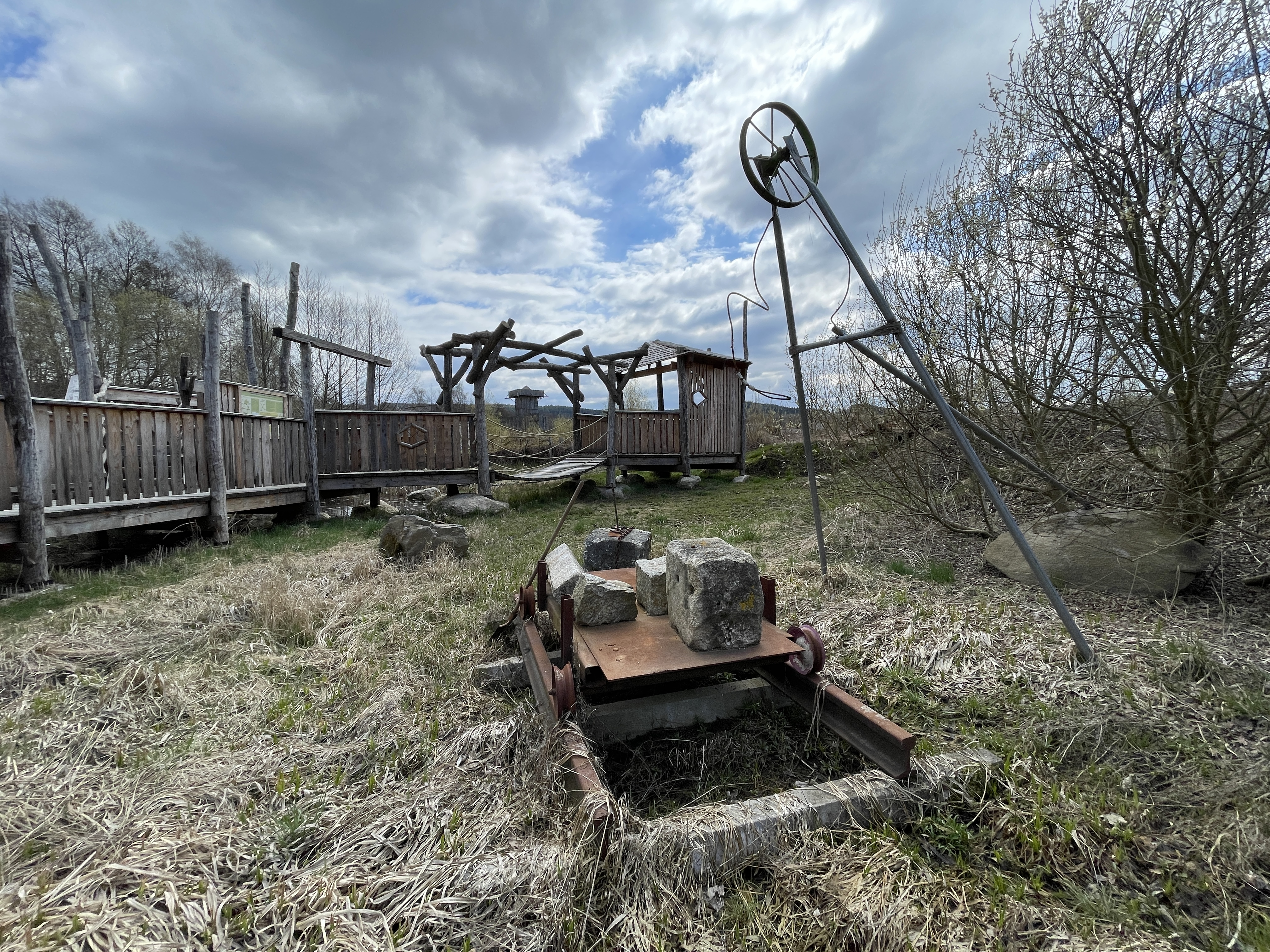
Das Umweltareal „Grünes Band“ (April 2022)

Das Biotop samt Lehrpfad zum Grünen Band stellt auf Informationstafeln den Transformationsprozess der Grenze vom befestigten Grenzstreifen (Eiserner Vorhang) zur Biotopkette dar. Im Mittelpunkt stehen dabei die Themengebiete Grenzgeschichte, Biodiversität sowie Konflikte zwischen Mensch und Natur. In diesem Rahmen wurde ein Teich angelegt, eine künstliche Industriebrache gebaut und ein Erlebnissteg mit Hängebrücke und Sitzbereich gebaut.

## Historisch-geologischer Lehrpfad
Entlang der ursprünglichen Trasse der Goldenen Straße befindet sich der Lehrpfad zur Landbrücke Karls IV. In 16 Lärchenbaumstämmen liegen 32 Originalsteine aus 32 Orten von Breslau über Nachod, Königsgrätz, Prag, Nürnberg, Frankfurt, Ingelheim, Echternach bis Luxemburg.

## Fernwanderweg Hus-Weg
Der Hus-Weg (tschechisch: Husova cesta) ist ein grenzüberschreitender Fernwanderweg zur letzten Reise des böhmischen Reformators Jan Hus und führt von Prag über Bärnau, Nürnberg, Ulm nach Konstanz.

## Meilensteine der Zeit

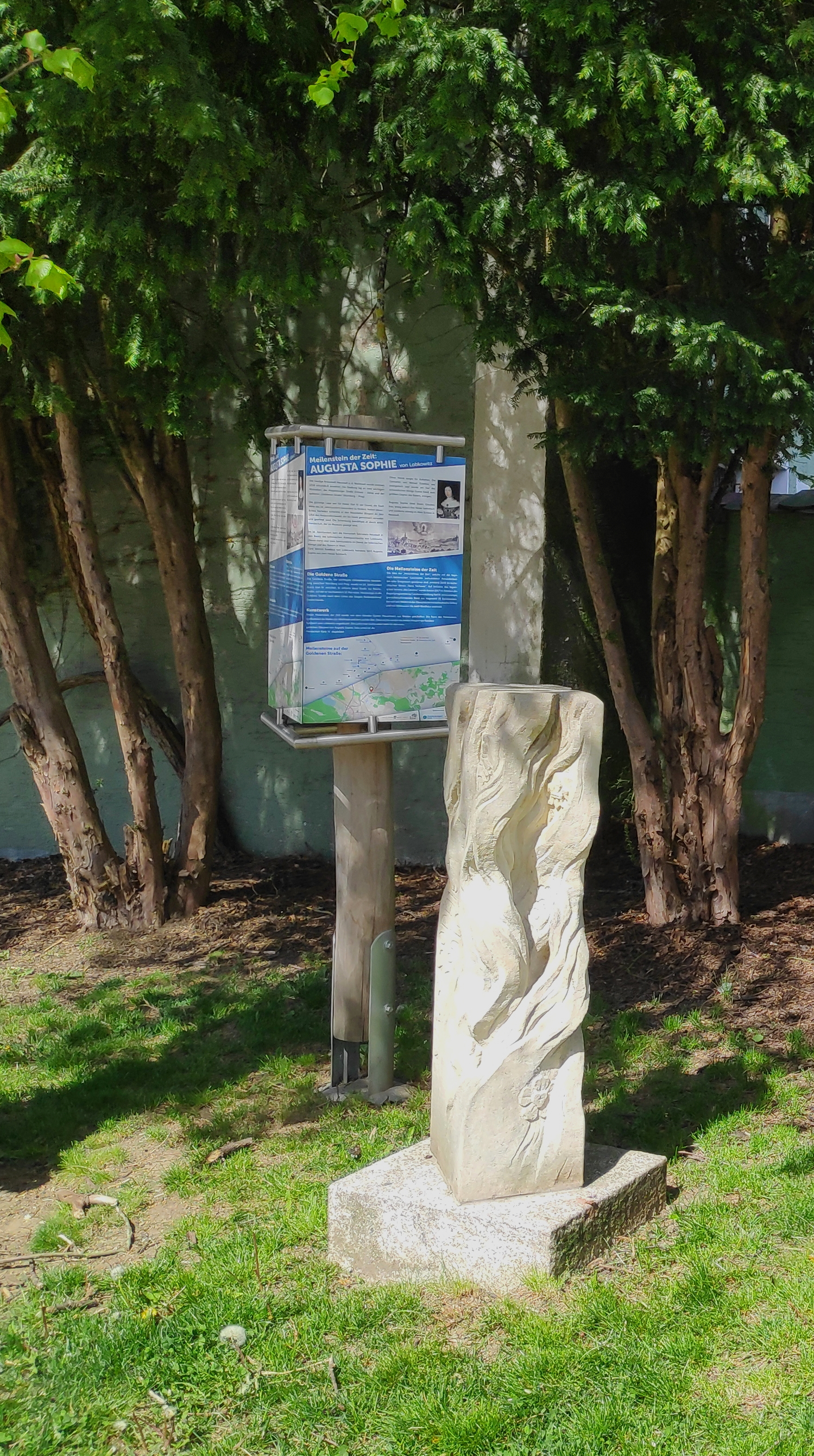
Ein „Meilenstein der Zeit“ im Zentrum von Neustadt a.d. Waldnaab (April 2020)

Seit 2008 entstehen in verschiedenen Gemeinden entlang der Goldenen Straße zahlreiche Wegsteine samt Informationstafeln als „Meilensteine der Zeit“. Es handelt sich um das größte grenzüberschreitende Gesamtkunstwerk im bayerisch-tschechischen Grenzraum.

## AG Paulusbrunn

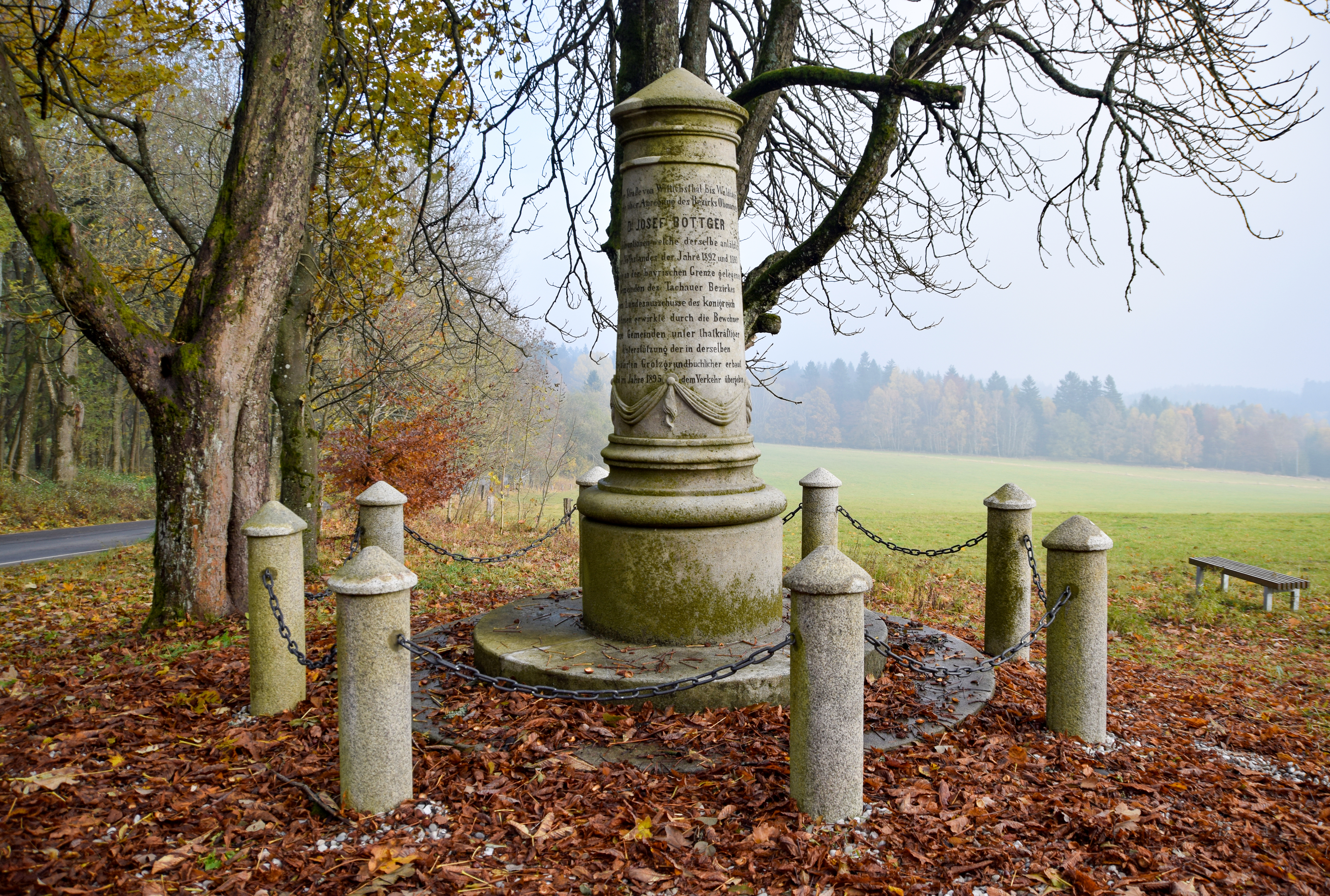
Die Böttgersäule im heutigen Pavlův Studenec

Die von Rainer Christoph ins Leben gerufene AG Paulusbrunn ist Teil des Vereins und kümmert sich um die Bewahrung des kulturellen Erbes der verschwundenen Grenzgemeinde Paulusbrunn (tschechisch: Pavlův Studenec). Die Arbeitsgemeinschaft kümmerte sich um die Renovierung der Böttgersäule sowie um den Erhalt des Friedhofes. Sie ließ Wander- und Hinweistafeln aufstellen und ist außerdem Herausgeber der Broschüre „Historischer Böttgerweg“. Darüber hinaus werden Führungen rund um das Thema organisiert.

## Bayerisch-tschechischer Stammtisch
Seit April 2017 treffen sich monatlich interessierte Menschen aus der bayerisch-tschechischen Grenzregion im Raum Tachov und Bärnau. Ziel ist ein lockerer Austausch zwischen interessierten Grenzbewohnern sowie die informelle Vernetzung von regionalen Akteuren der grenzüberschreitenden Zusammenarbeit.

## Bei uns – U nás
Vierteljährlich erscheint seit Beginn 2018 das zweisprachige (deutsch, tschechisch) Magazin „Bei uns – U nás“. Es ist kostenlos und beinhaltet Informationen zu kulturellen Höhepunkten und touristischen Attraktionen in der Region sowie Interviews mit Akteuren aus dem Bereich der grenzübergreifenden bayerisch-böhmischen Zusammenarbeit.

## Touristischer Infopunkt

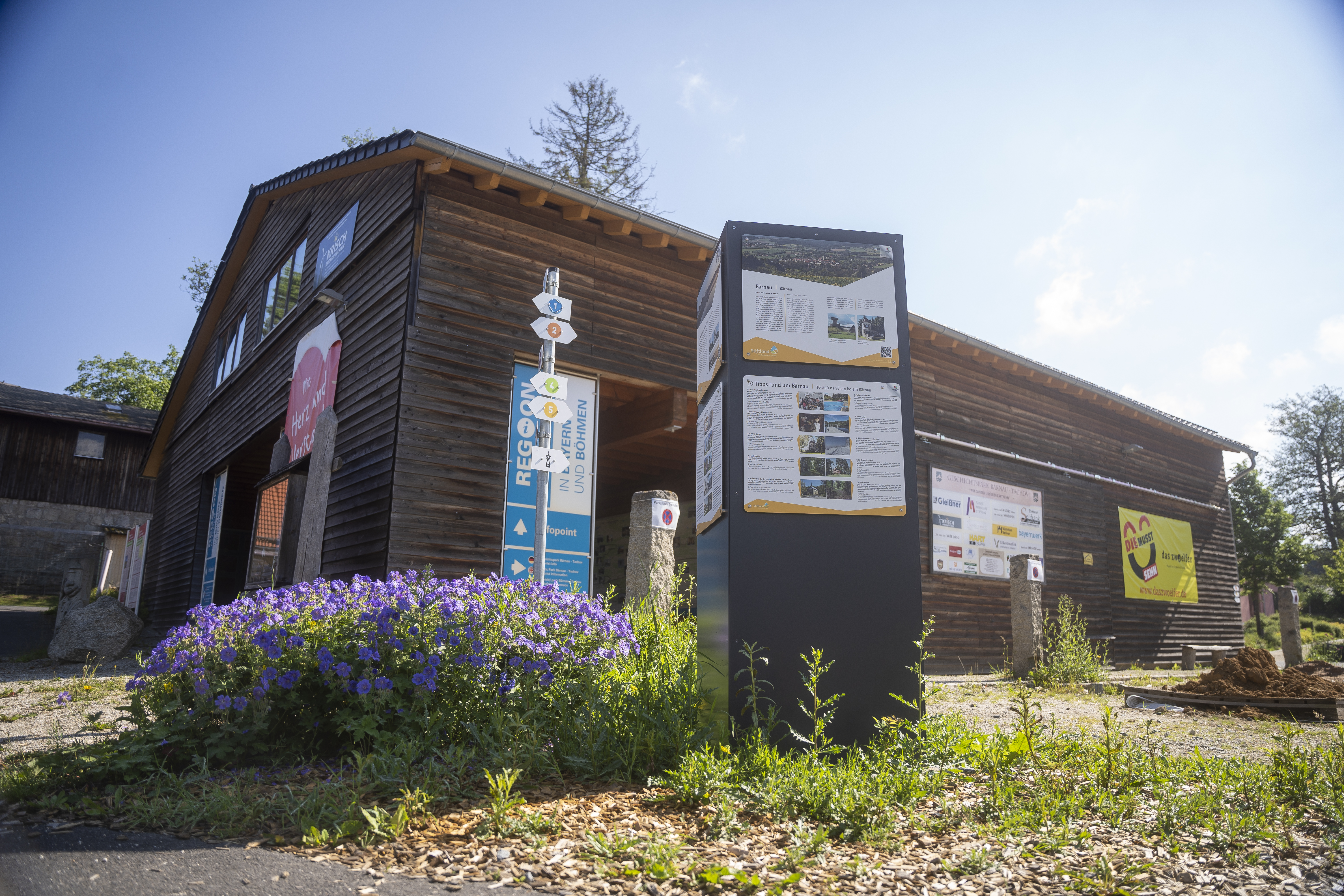
Der touristische Infopunkt vor dem Parkplatz des Geschichtsparks (2022)

Am Parkplatz des Geschichtsparks befindet sich ein Infopunkt, welcher über das touristische Freizeitangebot der Grenzregion dreisprachig (deutsch, tschechisch, englisch) auf verschiedenen Tafeln aufklärt. Daneben befinden sich auf Hinweistafeln ausführliche Informationen zu den lokalen Wanderwegen. Da sich im Verwaltungsgebäude des Geschichtsparks auch die Touristinformation der Stadt Bärnau befindet, kann das Areal als erste Anlaufstelle für Touristen in der Stadt betrachtet werden.

## Erlebnispädagogischer Mittelalterspielplatz
Zusammen mit der „Initiative Mittelalterspielplatz“ entstand 2021 auf dem Gelände vor dem Geschichtspark ein Themenspielplatz.

## Kräuterwerk
Mit dem „Kräuterwerk“ entsteht ein Bildungsort für Biodiversität mit Wildkräutergarten, Kräuterklassenzimmer und somit ein wichtiger Baustein zur Vermittlung von Artenvielfalt.

## Naturdorf Bärnau

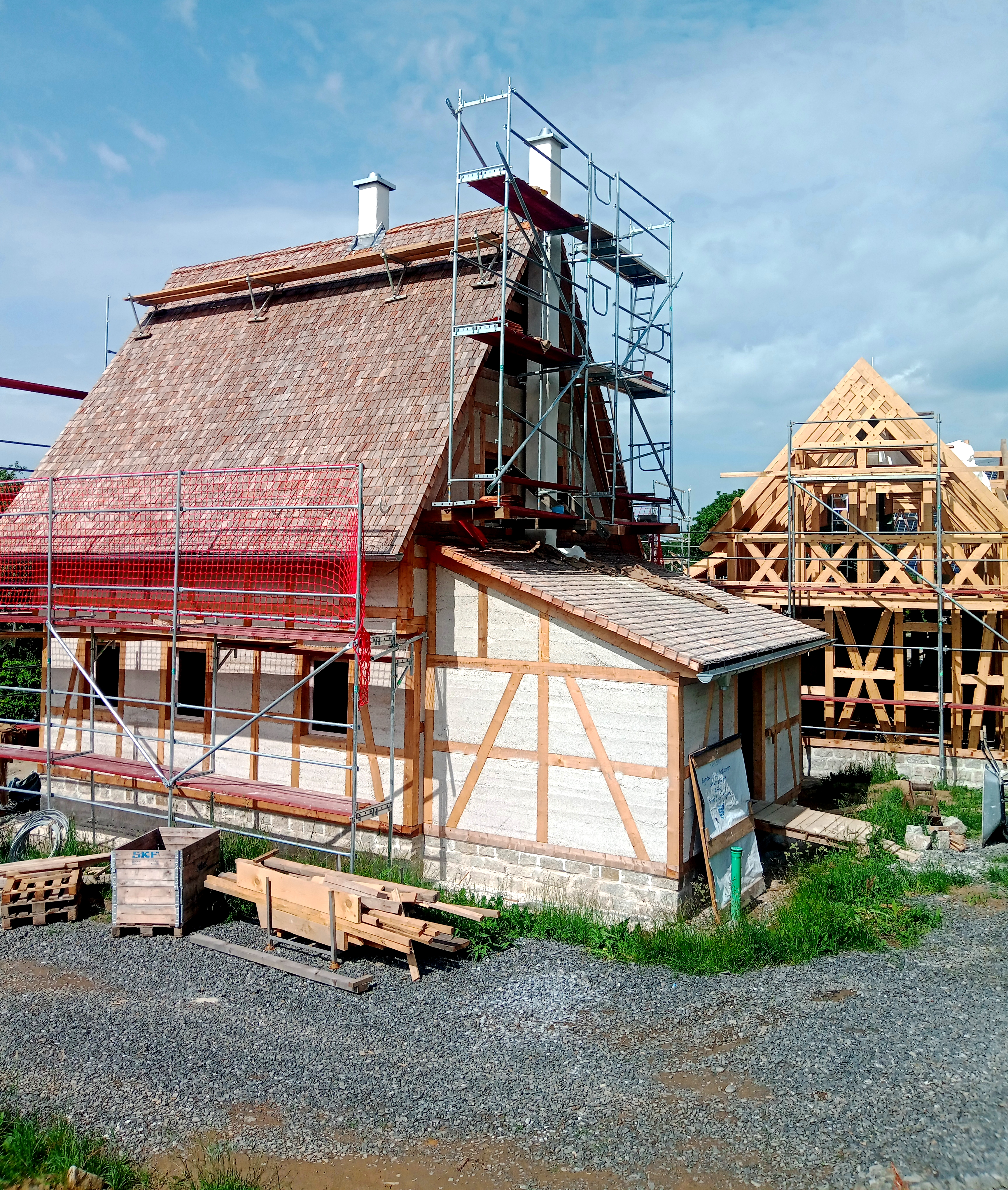
Baustelle Naturdorf (Juni 2023)

Mit dem Naturdorf Bärnau entsteht seit 2021 neben dem Geschichtspark Bärnau-Tachov ein kleines Feriendorf mit Übernachtungsangeboten. Es werden alle Gebäude in traditioneller Fachwerkbauweise aus regionalen Rohmaterialien (Naturstein, Lehm, Kalk, Holz) vor Ort errichtet. Nach eigenen Angaben wird fast vollständig auf vorgefertigte industrielle Produkte verzichtet. Beton, Plattenwerkstoffe und Folien werden nicht verwendet. Ziel ist es, dass die Gebäude die Langlebigkeit und das angenehme Raumklima von traditionellen Fachwerkgebäuden mit dem Wohnstandard und Komfort der modernen Zeit vereinen sollen. Neben angestellten Handwerkern wird ein maßgeblicher Teil des Baus auch durch Wandergesellen realisiert.
Das Naturdorf wird durch die „Via Carolina Naturdorf GmbH“ betrieben.